# 内川修治
内川 修治（うちかわ しゅうじ、1952年（昭和27年）5月16日 - ）は、日本の政治家。佐賀県神埼市長（1期）、千代田町長（1期）、佐賀県議会議員（3期）を務めた。

## 来歴
佐賀県千代田町出身。佐賀県立佐賀西高等学校、中央大学商学部卒業。民間企業勤務を経て大坪健一郎衆議院議員・原口一博衆議院議員の秘書を計約10年間務める。
2002年4月の千代田町長選挙で初当選し、1期務める。3町村合併による2006年4月の神埼市市長選挙にも立候補するが、旧神埼町長だった松本茂幸に僅差で敗れ、落選。
その後2007年4月の佐賀県議会議員選挙に民主党公認で立候補・当選し、県議を3期務める。民主党では県連幹事長も務めたが、2014年3月に離党届を提出し、同年6月15日に受理された。同年7月には民主党・社民党の統一会派「県民ネットワーク」も離脱し、一人会派「一真の会」を立ち上げた。
2018年4月の神埼市長選挙では元プロレスラーの大仁田厚を支援したが、大仁田は松本茂幸に敗れた。同年12月、「議員活動と農業を両立していくことは体力的にも時間的にも難しい」と述べ、翌年の県議選には立候補しない意向を示した。

### 神埼市長就任、官製談合事件で逮捕
2022年2月26日、同年4月の神埼市長選への立候補を表明。4月17日の投開票の結果、自由民主党・公明党の推薦を受ける現職の松本を破り、初当選した。4月23日に市長就任。
同年6月、内川の資金管理団体「内川修治後援会」の事務担当者は、ふるさと納税のコンサルティングなどを手がける会社（以下、B社とする）を設立。神埼市ではふるさと納税に関する業務を佐賀市の会社1社だけで行っていたところ、内川は同年夏頃、2社に分けることを発案した。佐賀市の当該会社に「経験豊富な会社と組まないか」とB社を紹介したが、条件が折りあわず実現しなかった。その後、業者を選定するプロポーザルの公募で業務が2つに切り離された。プロポーザルは企画提案書による一次審査とプレゼンによる二次審査で行われ、審査の結果、B社に決定された。
2024年2月13日、ふるさと納税PR強化事業の委託契約を巡り、評価委員の氏名や他社の企画提案書といった秘密事項を業者側に漏らしたとして、官製談合防止法違反（入札妨害）などの疑いで逮捕された。公契約関係競売入札妨害容疑で逮捕されたB社の代表は内川の後援会幹部を務め、市長選でも陣営の中核を担っていた。B社は前述のとおり市長選後の2022年6月に設立されたことから、佐賀県警は選挙戦で受けた支援の見返りだった疑いも視野に入れて調べている。3月5日、官製談合防止法違反罪などで起訴された。同月11日、弁護人を通じて市議会議長に同月15日付の辞職願を提出し、12日に市議会は辞職に同意した。10月28日、佐賀地裁（岡崎忠之裁判長）は「独善的で身勝手な犯行だ」として懲役2年、執行猶予3年を言い渡した。内川側、検察側の双方が期限の11月11日までに控訴しなかったため、この判決が確定した。